# Ivan Maček
Ivan Maček - Matija, slovenski partizan, general, politični komisar in prvoborec, * 12. marec 1908, Spodnja Zadobrova, † 10. julij 1993, Ljubljana.
Eden glavnih komunističnih revolucionarjev, likvidator, zadolžen za izdelavo seznamov za povojne poboje po naročilu Tita v Drvarju. Od leta 1963 do 1967 je bil predsednik Ljudske skupščine SR Slovenije.

## Mladost
Ivan Maček je odraščal v pretežno kmečkem okolju v bližini Ljubljane, osnovno šolo je obiskoval v Polju pri Ljubljani. Po končani osnovni šoli se je izučil za tesarja pri svojem stricu in opravil tri razrede poklicne šole. V rani mladosti se je seznanil z delavskim gibanjem. Leta 1930 je odslužil vojaški rok v Karlovcu na Hrvaškem in se vrnil domov. Istega leta je bil v Ljubljani sprejet v članstvo KPJ (komunistične partije Jugoslavije).

## Politična kariera
Leta 1931 je bil izbran za sekretarja rajonskega komiteja KP Polje in Sostro. Hitro je napredoval za člana okrajnega in pokrajinskega komiteja KPJ za Slovenijo. Septembra 1934 je bil na četrti pokrajinski konferenci izbran-kooptiran za sekretarja pokrajinskega komiteja KPJ za Slovenijo. Leta 1935 je bil poslan v Sovjetsko zvezo, kjer se je šolal v Leninovi šoli do leta 1937, ko se je vrnil v Kraljevino Jugoslavijo in sodeloval na ustanovitvenem kongresu komunistične partije Slovenije in bil izbran-kooptiran za člana CK – (Centralnega komiteja). Leta 1938 je bil zaradi politične dejavnosti zaprt in od Sodišča za zaščito države obsojen na štiri leta zapora. Kazen je prestajal v zaporu za politične zapornike v Sremski Mitrovici. Tam so zaporniki organizirali kaznilniški komite KPJ, katerega član je postal tudi Maček. 
Po nemškem in italijanskem napadu in okupaciji Jugoslavije je z ostalimi zaporniki komunisti skopal tunel pod zidovi zapora in 22. avgusta leta 1941 v skupini 32 zapornikov pobegnil. Z njimi se je priključil fruškogorskim partizanom v Sremu. Konec septembra leta 1941 je z manjšo skupino partizanov odšel v Srbijo, od koder je želel oditi v Slovenijo. Takrat so Nemci sprožili prvo sovražno ofenzivo proti partizanom in potovanje mu je bilo onemogočeno. Do marca 1942 je opravljal dolžnost sekretarja partijske celice vrhovnega štaba, potem pa je skupaj z Edvardom Kardeljem s ponarejenimi dokumenti preko Sarajeva in Zagreba pripotoval v Ljubljano, kjer je bil imenovan za političnega komisarja Glavnega štaba NOV in POS. Sredi maja leta 1942 je s štabom odšel na osvobojeno ozemlje. Oktobra 1942 je bil imenovan za komandanta Glavnega štaba NOV in POS (ter Vrhovnega štaba NOV in PO Jugoslavije) in vodil protiofenzivo proti beli gardi. Konec leta 1942 je sodeloval tudi v bojih na Hrvaškem v četrti sovražni ofenzivi. Julija leta 1943 je dolžnosti komandanta glavnega štaba predal Francu Rozmanu. Od takrat naprej je nastopal kot član Politbiroja CK KPS in se je ukvarjal izključno s političnim delom. Na kočevskem zboru oktobra leta 1943 je bil izbran za člana Slovenskega narodno osvobodilnega odbora (od 1944 SNOS) in AVNOJ, septembra 1944 še v IOOF. Spomladi 1944 je odšel v Vrhovni štab NOV in POJ in doživel nemški desant na Drvar. Po vrnitvi v Slovenijo je prevzel dolžnosti načelnika OZNE za Slovenijo, kar je ostal do začetka leta 1946, ko je za nekaj mesecev (marec-junij) prevzel notranje ministrstvo. Decembra 1944 je dobil čin generalmajorja. Že pred vojno je postal član najožjega vodstva KPS (politbiroja CK, v katerega je bil prvič formalno izvoljen 1948; kasneje Izvršni komite CK ZKS).
Po vojni je bil do 1953 podpredsednik vlade LRS in minister za gradnje, od 1951 predsednik njenega Gospodarskega sveta, nato od 1953 član Zveznega izvršnega sveta, 1958–63 organizacijski sekretar CK ZKS, 1963–67 predsednik Skupščine SRS, član CK KPJ/ZKJ od 1948 in 1966–69 tudi predsedstva CK ZKJ ter član Sveta federacije. Od ustanovitve 1948 je bil do 1958 predsednik Zveze borcev Slovenije. Dobil je mdr. red narodnega heroja in junaka socialističnega dela (1968). Veljal je za sivo eminenco slovenske politike. Njegova sestra je bila Pepca Kardelj, svak pa Edvard Kardelj.
Zadnja leta svojega življenja je Ivan Maček trpel za hudo obliko sladkorne bolezni. Umrl je 10. julija 1993 zaradi srčnega popuščanja, v Bolnišnici Petra Držaja v Ljubljani. Star je bil 84 let.

### Povojni poboji
Po mnenju teologa in zgodovinarja Jožeta Dežmana je Ivan Maček med najodgovornejšimi za povojne zunajsodne poboje v Sloveniji.

## Napredovanja
- rezervni general JLA (?)

## Odlikovanja
- red narodnega heroja
- red ljudske osvoboditve
- red jugoslovanske zvezde z lento
- red partizanske zvezde z zlatim vencem
- partizanska spomenica 1941